# レオポルト・フォン・ダウン

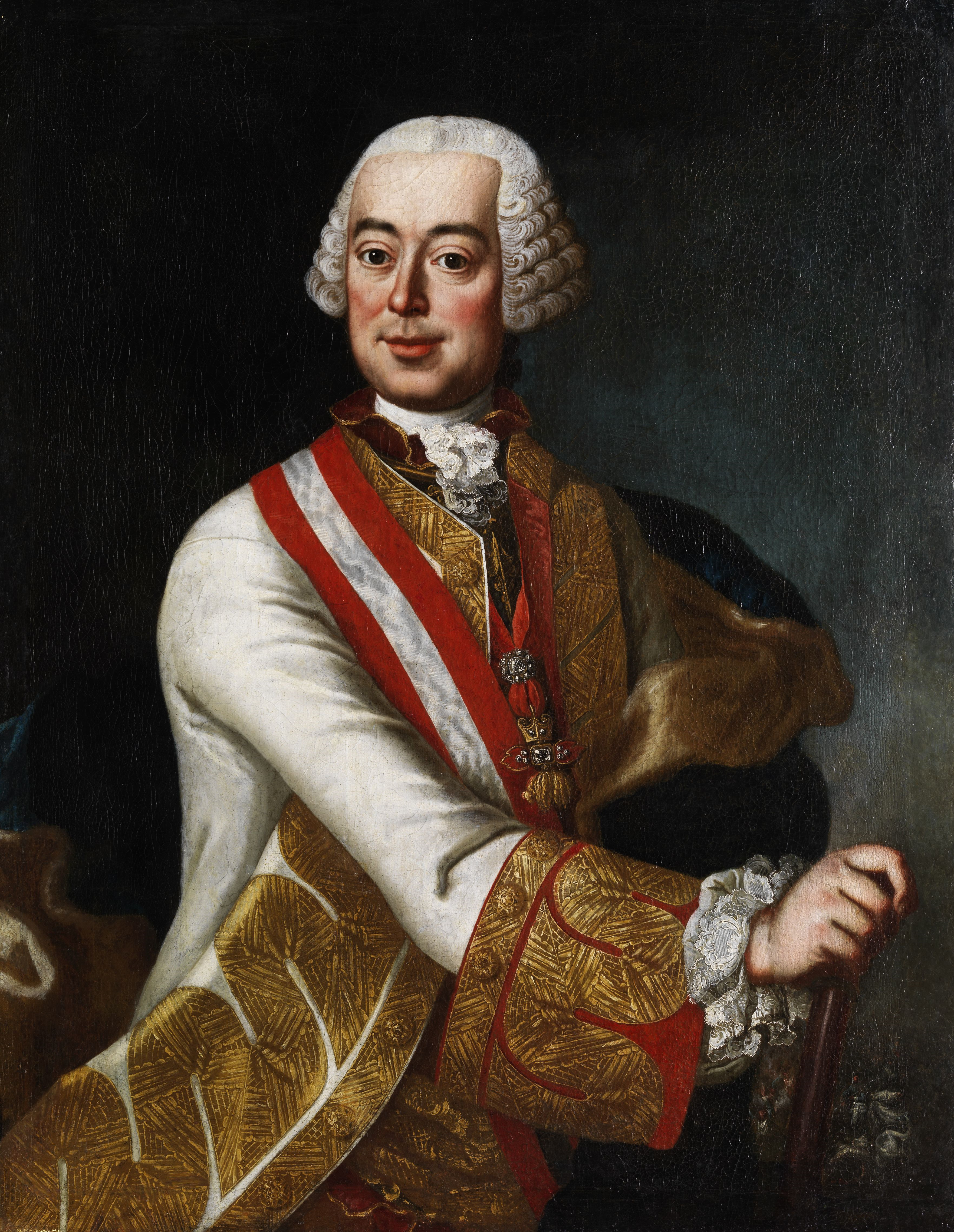
レオポルト・ヨーゼフ・フォン・ダウン

ダウン伯爵レオポルト・ヨーゼフ・マリア（ドイツ語: Leopold Joseph Maria Graf Daun, Fürst von Thiano, 1705年9月24日 – 1766年2月5日）は、オーストリア（ハプスブルク帝国）の軍人。マリア・テレジアの治世を軍事面で支えた人物として知られる。父ヴィリッヒ・フィリップ・ロレンツ・フォン・ダウンもまた、オーストリアに長く仕えた歴戦の軍人であった。

## 生涯
1705年9月24日、ウィーンで生まれた。当初は聖職者の教育を受けたが、軍人であった祖父と父親の影響で、軍人としての道を歩む。1718年に父の連隊に入り、四国同盟戦争のシチリア戦役に参戦した。その後、大佐に昇進して、ポーランド継承戦争（1733年 – 1735年）とオーストリア・ロシア・トルコ戦争（1737年 – 1739年）に参戦した後に将軍になった。
オーストリア継承戦争（1740年 – 1748年）でも慎重な用兵で戦功をあげ、1742年のコトゥジッツの戦いとプラハ包囲戦に参戦、1743年のドナウ川戦役ではルートヴィヒ・アンドレーアス・フォン・ケーフェンヒュラーの配下で前衛を指揮した。1744年にケーフェンヒュラーの後任になったオットー・フェルディナンド・フォン・トラウンもダウンを信頼して後衛の指揮を委ねた。1745年のホーエンフリートベルクの戦いとゾーアの戦い、1747年のラウフフェルトの戦いにも参戦、マリア・テレジアから金羊毛勲章を授与され、1754年には陸軍元帥に昇進した。オーストリア継承戦争の終結後、マリア・テレジアの命により陸軍の改革を行い、ウィーナー・ノイシュタットの士官学校の設立（1751年）にも貢献した。
七年戦争（1756年 – 1763年）においては、皇帝フランツ1世の弟カール・フォン・ロートリンゲンの後任として総司令官となり、フリードリヒ2世の率いるプロイセン軍と戦った。1757年のコリンの戦いとブレスラウの戦いでプロイセン軍を破り、オーストリア軍が大敗したロイテンの戦いでは戦場にいたものの敗北の責任はないとされた。1758年にはエルンスト・ギデオン・フォン・ラウドンに命じてオルミュッツ包囲戦で包囲を解かせることに成功、10月14日のホッホキルヒの戦いでプロイセン軍を撃破したが、慎重居士でプロイセン軍を撃滅するチャンスを多く逃したという。1759年にもマクセンの戦いでフリードリヒ・アウグスト・フォン・フィンク率いるプロイセン軍を包囲して降伏させたが、翌年はラウドンがリーグニッツの戦いで、ダウンがトルガウの戦いで連敗した。以降終戦までオーストリア軍を率いた。
戦後はオーストリア軍の再編に心血をつぎ込み、1762年に宮廷軍事局長に就任した後、1766年2月5日に死去した。

## 評価
緩慢な用兵で批判されたものの、ブリタニカ百科事典第11版では「フリードリヒ2世のような素早く予知できない将軍を相手にする場合、用心深くなることは不適切とは言えない」と擁護した。一方、会戦に勝利できなかったことには弁護が難しいとした。